# Ragusa Calcio
Ragusa Calcio (wł. Associazione Sportiva Dilettantistica Ragusa Calcio) – włoski klub piłkarski, mający siedzibę w mieście Ragusa, na Sycylii, grający od sezonu 2019/20 w rozgrywkach Eccellenza Sicilia.

## Historia
Chronologia nazw:
- 1949: Unione Sportiva Ragusa
- 2007: klub rozwiązano
- 2008: Associazione Sportiva Dilettantistica Ragusa Calcio – po fuzji ASD Pozzallo i AS Ragusa 1990
- 2014: klub rozwiązano
- 2014: Unione Sportiva Dilettantistica Ragusa 2014
- 2016: klub rozwiązano
- 2016: Associazione Sportiva Dilettantistica Città di Ragusa – po reorganizacji ASD New Team Ragusa
- 2018: Associazione Sportiva Dilettantistica Ragusa Calcio

Klub sportowy US Ragusa został założony w miejscowości Ragusa w 1949 roku. W sezonie 1949/50 debiutował w rozgrywkach Seconda Divisione Sicilia (D6), awansując do Prima Divisione Sicilia (D5). W 1952 roku w wyniku kolejnej reorganizacji systemu lig zespół pozostał w piątej lidze zwanej Promozione. W 1956 roku awansował do IV Serie, która w 1957 zmieniła nazwę na Campionato Interregionale - Seconda Categoria, a w 1959 na Serie D. W 1961 zespół spadł do Prima Divisione Sicilia. W 1965 awansował do Serie D. W 1977 klub otrzymał promocję Serie C. Przed rozpoczęciem sezonu 1978/79 Serie C została podzielona na dwie dywizje: Serie C1 i Serie C2, a klub został przydzielony do Serie C2. W 1981 spadł do Campionato Interregionale, a w 1982 do Promozione Sicilia. Rok później, w 1983 wrócił do Campionato Interregionale. W 1987 znów spadł do Promozione Sicilia, ale po dwóch latach wrócił do Campionato Interregionale, które w 1992 zmieniło nazwę na Campionato Nazionale Dilettanti, a w 1999 ponownie na Serie D. W 2002 klub awansował do Serie C2, ale w 2005 roku spadł z powrotem do Serie D. Po zakończeniu sezonu 2006/2007, w którym zajął 8.miejsce w grupie I Serie D, klub z powodu oszustw finansowych ogłosił bankructwo.
Latem 2008 powstał nowy klub o nazwie ASD Ragusa Calcio w wyniku połączenia ASD Pozzallo i futsalowego AS Ragusa 1990. Zespół kontynuował występy w regionalnych mistrzostwach Eccellenza Sicilia (D6), w których grał Pozzallo. W 2012 awansował do Serie D. W sezonie 2013/14 po 20 kolejce z powodu czwartego wycofania się z gry klub został zdyskwalifikowany z rozgrywek w grupie I Serie D i potem został rozwiązany.
W 2014 roku klub został reaktywowany jako USD Ragusa 2014 i startował w Promozione Sicilia (D6). Po zakończeniu sezonu 2015/2016 klub zrezygnował z dalszych występów i znów został rozwiązany.
W 2016 klub ASD New Team Ragusa, który uczestniczył w mistrzostwach Promozione Sicilia, zmienił nazwę na ASD Città di Ragusa. W 2017 klub awansował do Eccellenza Sicilia, ale po roku spadł z powrotem do Promozione Sicilia, po czym zmienił nazwę na ASD Ragusa Calcio. W sezonie 2018/19 zwyciężył w grupie D Promozione Sicilia i awansował do Eccellenza Sicilia.

## Barwy klubowe, strój
|  |

Klub ma barwy niebieskie. Zawodnicy domowe spotkania zazwyczaj grają w niebieskich koszulkach, niebieskich spodenkach oraz niebieskich getrach.

## Sukcesy

### Trofea międzynarodowe
Nie uczestniczył w rozgrywkach europejskich (stan na 31-05-2020).

### Trofea krajowe
| \| \| Zdobyte trofea w rozgrywkach Włoch (stan na: 31-08-2020) \| |                                                          |      |          |
| Rozgrywki                                                         | Osiągnięcie                                              | Razy | Sezon(y) |
| · Mistrzostwo                                                     | I miejsce                                                | 0    |          |
| · Mistrzostwo                                                     | II miejsce                                               | 0    |          |
| · Mistrzostwo                                                     | III miejsce                                              | 0    |          |
| · Puchar                                                          | zdobywca                                                 | 0    |          |
| · Puchar                                                          | finalista                                                | 0    |          |
| II liga                                                           | I miejsce                                                | 0    |          |
| II liga                                                           | II miejsce                                               | 0    |          |
| II liga                                                           | III miejsce                                              | 0    |          |
| Włochy                                                            | Zdobyte trofea w rozgrywkach Włoch (stan na: 31-08-2020) |      |          |

- Serie C (D3):
  - 17.miejsce (1x): 1977/78 (C)

## Struktura klubu

### Stadion
Klub piłkarski rozgrywa swoje mecze domowe na Stadio Aldo Campo, w mieście Ragusa o pojemności 4,5 tys. widzów.

### Derby
- Città di Acireale 1946
- Akragas 2018
- Atletico Catania
- Caltagirone Calcio
- Gela Calcio
- ASD Igea 1946
- Licata Calcio
- Marsala Calcio
- Modica Calcio
- USD Noto
- Paternò Calcio
- ASD Siracusa
- Trapani Calcio